# Thỏa ước Louvre
Thỏa ước Louvre là thỏa ước tài chính ký ngày 22 tháng 02 năm 1987 tại bảo tàng Louvre, Paris, Pháp bởi nhóm G6 khi đó gồm Anh, Canada, Hoa Kỳ, Nhật Bản, Pháp và Tây Đức. Italia là thành viên tham dự nhưng từ chối tham gia vào nghị quyết đạt được. Mục đích của Thỏa ước Louvre là ổn định các thị trường tiền tệ quốc tế và chấm dứt sự giảm giá của đồng đô la Mỹ từ sau Thỏa ước Plaza năm 1985.